# Prescott Currier
Prescott Currier, capitán del ejército estadounidense especializado en lenguas Entre 1948 y 1950 fue director de Investigaciones en el "Naval Security Group", aunque desde su paso a la reserva en 1962 continuó colaborando como "consultor".
Ideó un sistema alfabético formado por 26 letras y 10 números (además de 3 signos auxiliares: final de línea, final de párrafo y espacio) para transliterar el Manuscrito Voynich a caracteres latinos: de este modo llegó a preparar una transcripción mecanizada de las páginas 1 a 111 (folios 1 recto a 57 recto) y 147 a 166 (folios 75 recto a 84 vuelto); con ello descubrió (1973) que está escrito con dos tipos de escritura distinta, que él denomina manos A y B, en función de la estadística propia de cada una; demostró que, estadísticamente, el manuscrito no contiene "bobadas", "trabalenguas absurdos" o lenguaje sin sentido (gibberish) y encontró que ciertos caracteres aparecen siempre en posiciones muy determinadas (por ejemplo el inicio de línea).
En el seminario organizado por D' Imperio (noviembre de 1976) presentó el trabajo titulado 'Some Important New Statistical Finding'.
- Datos: Q6085438